# Different Times: Lou Reed in the '70s
Different Times: Lou Reed in the ’70s je kompilační album amerického rockového kytaristy a zpěváka Lou Reeda, nahrané v letech 1972–1975 a vydané v roce 1996.

## Seznam skladeb
| Pořadí | Název                 | Délka |
| ------ | --------------------- | ----- |
| 1.     | I Can’t Stand It      |       |
| 2.     | Live Makes You Feel   |       |
| 3.     | Lisa Says             |       |
| 4.     | Walk on the Wild Side |       |
| 5.     | Perfect Day           |       |
| 6.     | Satellite of Love     |       |
| 7.     | Vicious               |       |
| 8.     | Berlin                |       |
| 9.     | Caroline Says I       |       |
| 10.    | Sad Song              |       |
| 11.    | Caroline Says II      |       |
| 12.    | Sweet Jane            |       |
| 13.    | Kill Your Sons        |       |
| 14.    | Sally Can’t Dance     |       |
| 15.    | A Gift                |       |
| 16.    | She’s My Best Friend  |       |
| 17.    | Coney Island Baby     |       |